# Межов, Михаил Васильевич
Михаил Васильевич Межов (17 июля 1902, деревня Никулино, Еловская волость, Красноярский уезд, Енисейская губерния, Российская империя — 17 июля 1942 близ деревни Гридино, Старорусский район, Новгородский округ, Ленинградская область, РСФСР, СССР (ныне в Парфинском районе, Новгородской области, Россия) — участник Великой Отечественной войны, стрелок 349-го стрелкового Казанского полка 26-й стрелковой Златоустовской дважды Краснознамённой дивизии 27-й армии Северо-Западного фронта, красноармеец. Закрыл своим телом амбразуру пулемёта.

## Биография
Родился в 1902 году в деревне Никулино (ныне Межово) близ Красноярска в семье зажиточного крестьянина Василия Филипповича и Аксиньи Арсентьевны Межовых. В начале 1930-х годов, в период коллективизации, семья Межовых была признана кулацкой (так, в семье имелось две мельницы ) и после раскулачивания, выслана на север по Енисею в деревню Никулино (ныне село в Енисейском районе), получив статус спецпоселенцев. К тому времени Михаил Межов уже был женат, имел двоих детей (позднее четырёх). Работал на заготовке дров для пароходов, обжигал известь, ездил на добычу золота на приисках в Северо-Енисейском районе. К началу войны работал в Ярцевском леспромхозе
Весной 1942 года Ярцевским РВК был призван в РККА, с апреля 1942 года участвовал в боях в районе Старой Руссы, где 26-я стрелковая дивизия вела тяжёлые бои за «рамушевский коридор»
Сохранилось второе и последнее письмо Михаила Межова с фронта, в котором он писал жене, чтобы та его не ждала его и что он скоро геройски погибнет.
17 июля 1942 года, в день сорокалетия красноармейца Межова советские части в очередной раз поднялись на штурм коридора, по которому осуществлялось снабжение войск противника в Демянском котле. Рота, в которую входил стрелок Межов по некоторым сведениям наступала в районе рощи «Фигурная» близ деревни Борисово, дважды поднималась в атаку и дважды залегала под огнём пулемёта из дзота на левом фланге наступающих. Тогда Михаил Межов скрытно подобрался к дзоту, и с острого угла бросил в амбразуру гранату. Пулемёт смолк, однако когда рота вновь поднялась в атаку, и прошла уже половину открытого пространства, снова открыл огонь. Михаил Межов видя, что огонь из пулемёта может уничтожить всю роту, накрыл амбразуру своим телом.
Фронтовая газета «За Родину» за июль 1942 года так описывала подвиг красноармейца: 

«Рота политрука Клусова дважды поднималась в атаку, и оба раза на левом фланге обороны врага оживал ДЗОТ. Фронтальная амбразура этого ДЗОТа сеяла пулемётный огонь, прижимая к земле наступающую роту. Обе атаки были сорваны. Бойцы залегли. Но оставаться на открытом месте нельзя было — немцы могли перебить роту многослойным огнём артиллерии, миномётов и пулемётов. Через несколько минут от группы стрелков отделился боец и, ловко прижимаясь к земле, пополз вперед. Он двигался к амбразуре, стараясь попасть в непоражаемое пространство. 

— Левее, левее Межов! — крикнули ему вслед, и боец скрылся в густой траве. 

Через двадцать минут Межов почти вплотную подполз к ДЗОТу. Пулемёт залаял снова, посылая очереди туда, где лежала рота Клусова. Межов быстро сдвинул предохранительную чеку гранаты и швырнул её в амбразуру. После взрыва наступила мёртвая тишина…Межов обернулся назад и увидел как поднимаются бойцы его роты…Рота была уже на половине дороги, когда амбразура опять залаяла длинными пулемётными очередями. Это было так неожиданно, что Межов на секунду растерялся. Гранат больше не было, из винтовки стрелять было безрассудно — боец лежал под углом к амбразуре. А медлить нельзя было. Межов ещё раз обернулся к товарищам, и увидел бегущие цепи, редеющие от пулемётных очередей…»— http://www.sobranie.info/newspaper2/050310.pdf
Был похоронен близ деревни Гридино, позднее перезахоронен в Рамушево.
Приказом по войскам Северо-Западного фронта № 1117 от 3 сентября 1942 года посмертно награждён орденом Ленина.